# 聖会話 (ベッリーニ、マドリード)
『聖会話』（せいかいわ、ラテン語:Nunc Dimittis、伊:Sacra conversazione）は、イタリアのルネサンス期ヴェネツィア派の巨匠、ジョヴァンニ・ベッリーニが1505〜1510年に制作した板上の油彩画である。現在、マドリードのティッセン＝ボルネミッサ美術館に所蔵されている。聖会話のジャンルの作品で、聖母子とともに預言者アンナとシメオンを表している。
作品は1964年にティッセン＝ボルネミッサ・コレクションに入った。同年、美術史家パッルッキーニは作品をジョヴァンニ・ベッリーニの真作としたが、ローゼンバウムはベッリーニの工房の作品であるとした。1984年にパッルッキーニはローゼンバウムの意見を否定し、再びベッリーニに作品を帰属させた。作品の制作年とベッリーニへの帰属を立証するために、パッルッキーニはヴェネツィアのアカデミア美術館にある『聖母子と聖カタリナとマグダラのマリア (聖会話)』、ロンドンのナショナル・ギャラリーにある『牧草地の聖母』および『神殿奉献』を参照した。ヴェネツィアの作品にも本作にも人物群の下に欄干があり、ヴェネツィアの作品にはベッリーニの署名がある。
1964年に、ヘンディは本作の主題を「神殿奉献のために神殿に入る前の幼子イエス・キリストとシメオンの出会い」とした。「神殿奉献」のエピソードは聖ルカによる福音書に書かれており、ヘンディは右側の豪華な衣装を身に着けた人物をシメオンと特定化した。ヘンディによると、ベッリーニの革新性は通常神殿内で起こるエピソードを背景にアルプス山脈の見える屋外に設定したことである。ヘンディが提唱した作品の題名であるラテン語の「Nunc Dimittis」は、シメオンがイエスを腕に抱いたときに発した言葉である。

## 関連作品

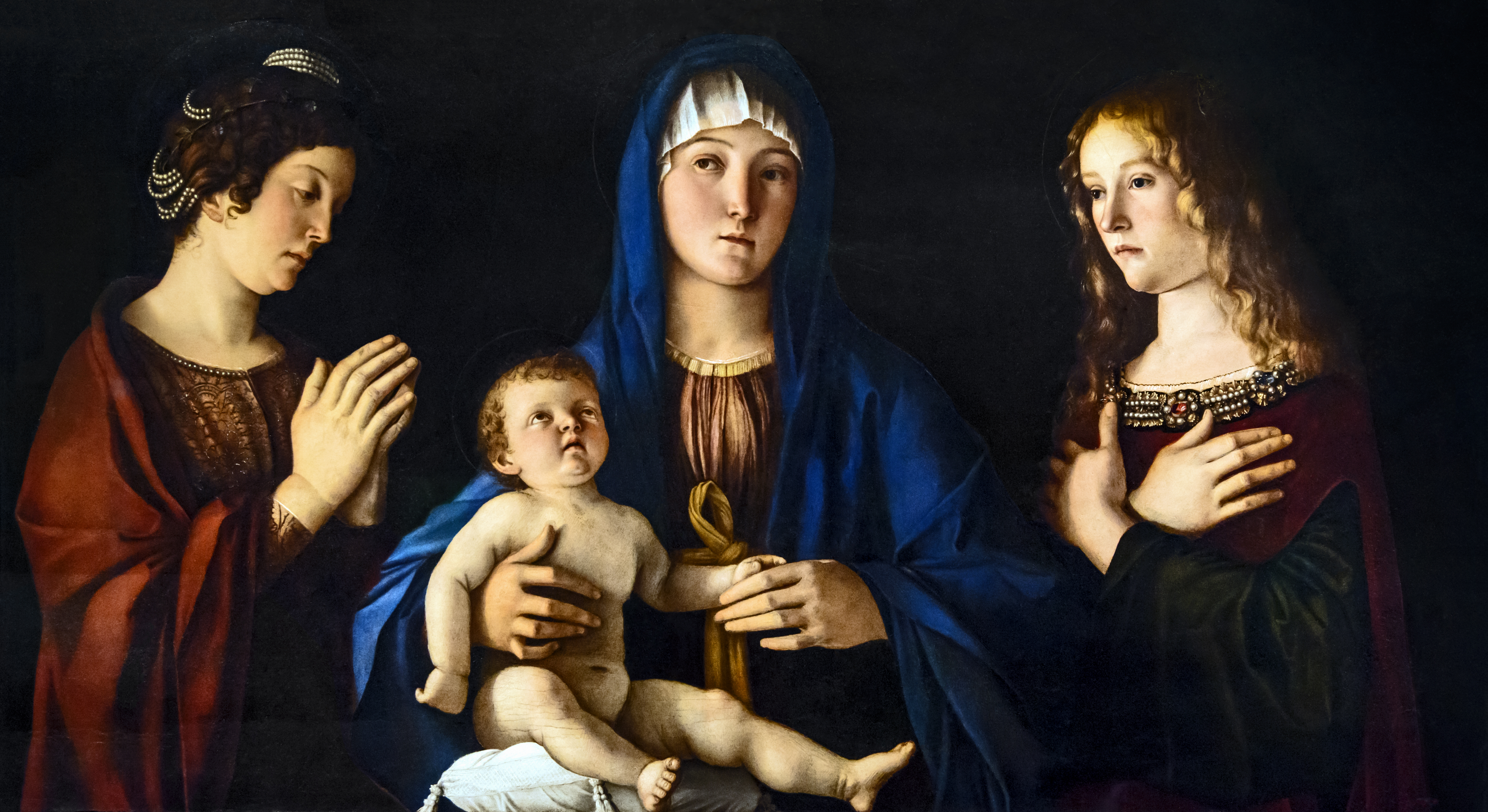
『聖母子と聖カタリナとマグダラのマリア (聖会話)』(1490年頃)、アカデミア美術館 (ヴェネツィア)
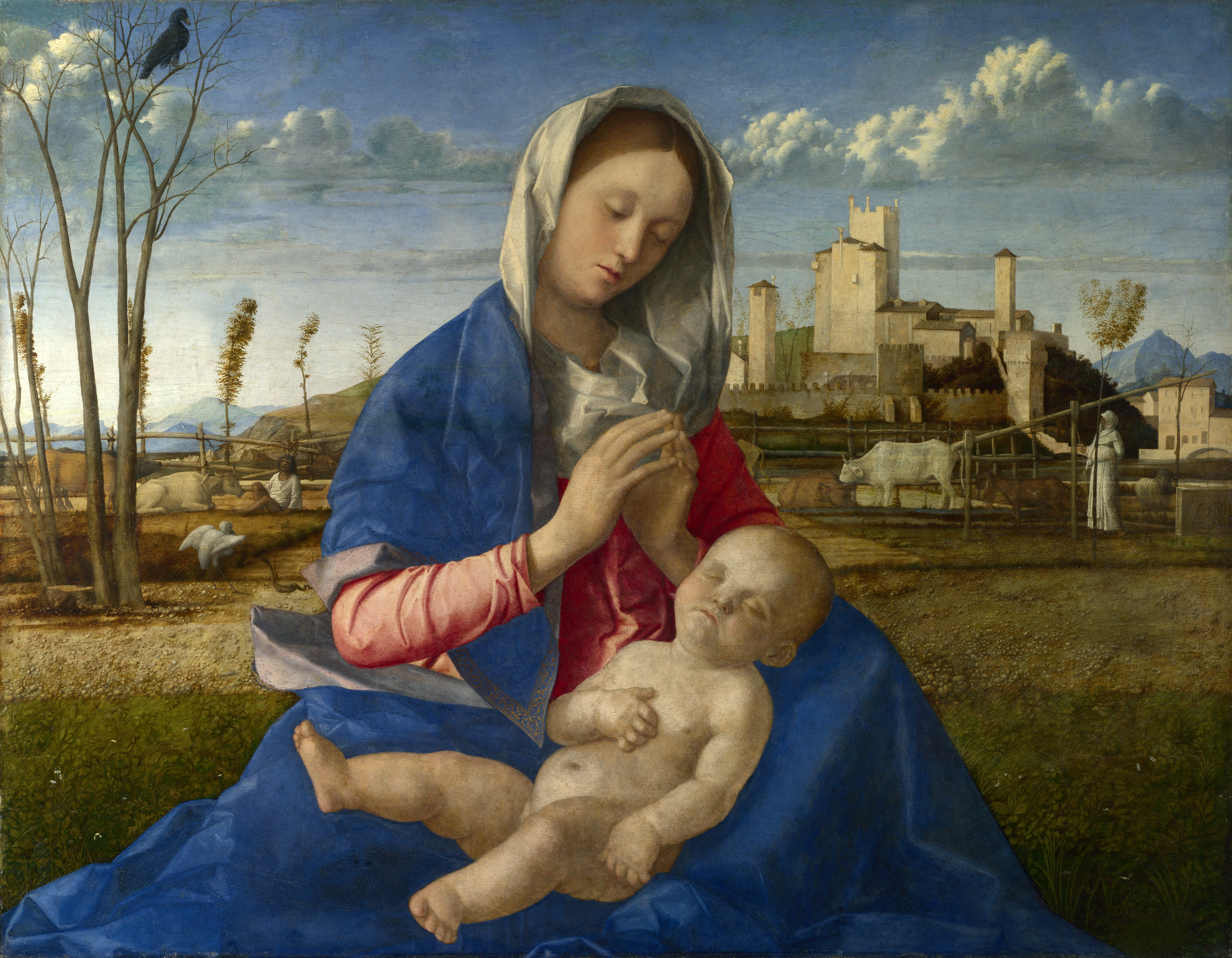
『牧草地の聖母』(1505-1510年)、ナショナル・ギャラリー (ロンドン)